# Nyctemera dispar
Nyctemera dispar är en fjärilsart som beskrevs av Swinhoe 1903. Nyctemera dispar ingår i släktet Nyctemera och familjen björnspinnare. Inga underarter finns listade i Catalogue of Life.